# 歌川芳秀
歌川 芳秀（うたがわ よしひで、天保3年1月1日〈1832年2月2日〉 - 明治35年〈1902年〉12月14日）とは、江戸時代末期から明治時代にかけての浮世絵師。

## 来歴
歌川国芳の門人。本姓は岡野、後に小磯前（こいそさき）と改む。歌川の画姓を称し一旭斎と号す。父は幕臣であった。作画期は嘉永から明治10年代頃にかけてで、幼少の頃より国芳の門に入り、武者絵や美人画を描いた。後に文久の頃より菊池容斎に学び、小磯前雪窓、紫衣堂、三樹園と号して歴史画を描いている。現在の南青山一丁目に住み、明治33年（1900年）以降は麻布霞町に移り同地にて没す。享年71。墓所は東京都渋谷区千駄ヶ谷の龍岩寺、法名は三樹園雪窓徹居士。晩年は奇石や器物を収集して奇人とみられた。

## 作品

### 錦絵
- 「両国やみ」　大判　船橋市西図書館所蔵　※嘉永6年（1853年）
- 「高輪之旭」　大判

### 肉筆画
| 作品名     | 技法         | 形状・員数 | 寸法（縦x横cm） | 所有者               | 年代     | 落款・印章                            | 備考                                           |
| ---------- | ------------ | ---------- | --------------- | -------------------- | -------- | ------------------------------------- | ---------------------------------------------- |
| 海辺茶店図 | 絹本着色     | 1幅        | 35.9x55.8       | 熊本県立美術館       |          | 無款記/「雪窓」朱文長方印             |                                                |
| 灯籠図     | 絹本墨画淡彩 | 1幅        | 104.5x20.5      | パリ国立高等美術学校 | 明治時代 | 款記「紫衣堂雪窓」/「雪窓」朱文長方印 | 蘭中（伝不詳）賛。エマニュエル・トロンコワ旧蔵 |